# Утро Дагестан
Утро Дагестан — скандально известный Telegram-канал, активно участвовавший в раскрутке исламистских и антисемитских настроений на Северном Кавказе.
Эпизоды с участием канала, получившие широкую известность:
- Канал обеспечивал организацию протестов в Дагестане осенью 2022 года.
- 19 мая 2023 года в Telegram-канале «Утро Дагестан» появился видеоролик, на котором неизвестный держит в руках горящий Коран, а на заднем плане видна Волгоградская соборная мечеть. В дальнейшем ролик быстро распространился по социальным сетям[1]. В дальнейшем неизвестный был идентифицирован российскими правоохранительными органами как Никита Журавель. Он был арестован, и, по сообщению СКР, дал показания, что осуществил акцию с сожжением Корана по указанию спецслужб Украины за вознаграждение в 10 тысяч рублей, в последующем передал видеозапись сотруднику СБУ, а также якобы сообщил о своей причастности к видеосъёмке военных объектов[2].
- Осенью 2023 года канал использовался для координации и провокации антисемитских выступлений в Дагестане, в частности, в Махачкале[3][4][5].

После того, как роль канала в провокации антисемитских выступлений начала обсуждаться в СМИ, канал был переведен в приватный режим, затем вернулся к работе. 30 октября о его блокировке заявил лично Павел Дуров.

## Авторство канала
В начале 2022 года был запущен вместе с Telegram-каналом «Утро Февраля» и рядом других, аналогичных, в рамках проекта, ориентированного на российскую аудиторию и подконтрольного бывшему депутату Государственной Думы, получившему в 2019 году гражданство Украины Илье Пономарёву. Общий штат всего медиапроекта насчитывал 70 сотрудников.
По утверждению Фёдора Клименко, создававшего по заказу Ильи Пономарёва данную сеть телеграм-каналов, с июля 2022 «Утро Дагестан» единолично контролировал Абакар Абакаров — сопредседатель Российского конгресса народов Кавказа (РКНК), экс-редактор сайта «Ислам.ру» и соорганизатор салафитского медресе в Стамбуле, который поддерживал ХАМАС как минимум с 2014 года. 14 ноября 2023 года МВД России объявило Абакарова в розыск.
Сам Пономарёв в своём ответе Леониду Волкову, указавшему на подконтрольность канала Пономарёву после антисемитских волнений в Дагестане, заявил, что помог запустить канал в интересах неназванных им исламистов. После этого канал, по словам Пономарёва, был использован для организации «полноценного народного вооруженного восстания» в Дагестане, после чего его коллеги, управляющие каналом, стали, по версии Пономарёва, работать самостоятельно. В том же заявлении Пономарёв указал при этом, что считает организацию этого канала хорошей практикой:

Лучше бы он [Леонид Волков] сделал что-то аналогичное хоть в одном другом субъекте РФ.

В предшествующие периоды, вплоть до августа 2023 года, Пономарёв делал о канале противоречивые заявления — то называл себя «инвестором» канала, то утверждал, что это его канал, то заявлял, что помогал каналу «на старте».